# 約翰·杜蘭
約翰·杜蘭（西班牙語：Jhon Durán，2003年12月13日—）是一名哥倫比亞职业足球运动员，現時被沙特職業足球聯賽球隊艾納斯外借到土超球隊費內巴切 。

## 榮譽

### 國家隊
哥倫比亞
- 美洲盃足球賽亞軍 : 2024

## 外部連結
- 約翰·杜蘭－UEFA國際賽競賽紀錄